# Биркова
Биркова (болг. Биркова) — село в Болгарии. Находится в Пазарджикской области, входит в общину Велинград. Население составляет 423 человека.

## Политическая ситуация
В местном кметстве Биркова, в состав которого входит Биркова, должность кмета (старосты) исполняет Мустафа Мехмедов Терзиев (Болгарская социалистическая партия (БСП)) по результатам выборов.
Кмет (мэр) общины Велинград — Иван Георгиев Лебанов (независимый) по результатам выборов.